# Samuel Caldeira
Samuel José Rodrigues Caldeira, conegut com a Samuel Caldeira, (Faro, 30 de novembre de 1985) és un ciclista portuguès, professional des del 2006 i actualment a l'equip W52-FC Porto.

## Palmarès
- 2009
  - 1r a la Volta a Albufeira
- 2010
  - 1r al Gran Premi Crédito Agrícola i vencedor de 2 etapes
- 2014
  - Vencedor d'una etapa a la Volta a l'Alentejo
- 2017
  - Vencedor d'una etapa a la Volta a Portugal